# Бвіті
Бвіті або буїті — традиційна африканська релігія, заснована на застосуванні священної рослини ібога. Галюцинації, викликані цією рослиною, є основним досвідом для її послідовників. Бвіті поширена в Західній частині Центральної Африки серед племен бабонго і митсого на території Габону та народу фанг (Габон й частина Камеруну). В останні десятиліття бвіті поширюється на сусідні країни (Республіка Конго, Демократична Республіка Конго, Екваторіальна Гвінея). Незважаючи на енергійне протистояння католицьких місій, в Габоні бвіті дуже популярна і поряд з ісламом та християнством має статус офіційної релігії.
Бвіті є сукупністю анімізму, поклоніння предкам і, в містах, елементів християнства. Центральне місце займає вживання кори кореня психоактивної рослини ібога (Tabernanthe Iboga), з активним компонентом ібогаїн. Власне, дух ібога і є головною особою релігії бвіті: це пара чоловіка й жінки першопредків, носіїв фундаментальної мудрості. Дух ібоги дуже директивний: «показуючи» людині всі його гріхи і помилки, він вимагає від нього змінитися.
Зараз фактично є дві бвіті: традиційна, «чиста» бвіті, що зберігається в глибині країни, і міська, обросла християнськими елементами. Між ними є відмінності: наприклад, традиційна бвіті призначена тільки для чоловіків, і жінкам брати в ній участь не можна (в цьому випадку для них передбачені спеціальні жіночі ритуали нджембе), у той час як «адаптований» варіант дозволяє жінкам брати участь і навіть вести церемонії.

## Історія бвіті
Перші згадки про бвіті відносяться до XIX століття. Французький мандрівник Pablo del Chaillu, один з перших дослідників Габона, повідомляв про ритуали в глибині країни.
Вважається, що бвіті була відкрита пігмеями, які потім поділилися своїми знаннями з сусідніми племенами апінджі і митсого, які почали проводити перші ритуали бвіті. Ешира і фанг її перейняли і сприяли поширенню культу серед місцевих племен. Бвіті поступово витісняє б'єрі, традиційну релігію фанг, засновану на іншій, слабкішій рослині алан (Alchornea floribunda).
Ранні форми бвіті включали в себе людські жертвоприношення і ритуальний канібалізм; пізніше замість людей в жертву стали приносити курчат. З приходом колоністів бвіті, природно, зазнала гонінь з боку католицьких місій, вважалася диявольським культом і всіляко переслідувалась (це набуло особливо широкого розмаху в 1920-х — 1940-х рр, коли з дозволу французького колоніального уряду спалювали храми, переслідували і вбивали релігійних лідерів). Після хвилі національного єднання Габон в 1960 р здобув незалежність, і позиції бвіті сильно зміцнилися. Це відбулося багато в чому завдяки підтримці Леона Мба, першого президента Габону, який сам був послідовником бвіті.
Сьогодні бвіті є однією з трьох офіційних релігій Габону; вона допомагає зберегти фундаментальні для нової республіки національні цінності, тому цей рух досить популярний серед правлячої верхівки. В уряді, поліції та армії практично всі ініційовані і регулярно залишають місто, щоб взяти участь у нічних церемоніях в сусідніх селах.

## Доктрина
Вперше саме в Габоні, було сформульовано критичні висловлювання проти католицької церкви: «Бвіті — справжнє християнство. Католики втратили шлях, який веде до Христа; місіонер, що пропонує нам свого прісного Господа і вимагає, щоб ми відмовилися від ібогі, не знає, про що говорить.»
Синкретична течія бвіті вельми вільно трактує Біблію. Згідно бвіті, первородний гріх був кровозмісним сексуальним співжиттям між Обола і Біома, першими людськими близнюками. Древо Життя і Древо пізнання Добра і Зла — це ібога, а Світовий Потоп — історичний факт, який мав місце під час переселення народів фанг з Камеруну в Габон, яке відбувалось у вкрай важких умовах . Християнська Трійця Бога-батька, Сина і Святого Духа представлена в бвіті як божественна Трійця Нзаме, Гнінгоне і Ноне. Диявол не — зло. Нзамі і Гнінгоне створили перших людей, габонських Адама і Єву. Біоме-Єва зачала свою першу дитину з Ноні, який увійшов до неї у вигляді змії. Першими вона народила трьох дітей: білого, чорного і червоного. Біла дитина асоціювався з Оболой-Адамом, чорний мав колір Ноні, колір диявола, а червоний вважався посланцем далеких світів. І тільки після цього були народжені ще дванадцять дітей, що стали згодом дванадцятьма Ізраїлевими племенами і дванадцятьма апостолами. Діти Ноні стали мавпами. Після вбивства брата Каїн пішов у непрохідну гущавину лісу. Там він жив разом з подругою-мавпою, від цього союзу відбулося плем'я пігмеїв.

## Легенди про виникнення бвіті
Існує декілька легенд про виникнення бвіті.
Є легенда, ніби мисливець одного разу побачив їжатця, що обгризає корінь дерева. Мисливець метнув спис і проткнув їжатця, а разом з ним і дерево; витягши спис і почавши їсти, мисливець помітив, що м'ясо їжатця дуже гірке, що було зовсім незвичайним. Через деякий час у нього почалися видіння, і пізніше він зрозумів, що причиною їм був той корінь, який гриз їжатець. Так перші люди познайомилися з ібога.
За іншою легендою, пігмей Бітам якось збирав на дереві плоди. Його побачив Зейме йе Мебеге, останній з богів що творять, і зробив так, що пігмей впав з дерева. Бітам загинув, і Зейме переніс його дух до себе, а мізинці і маленькі пальці тіла пігмея зрізав і посадив у різних частинах лісу. На їх місці виросли кущі ібогі. Почувши про смерть чоловіка, його дружина Бандзіоку вирушила на пошуки тіла, і після довгих пошуків знайшла в лісі невелику печеру, де лежали кістки її чоловіка, складені купкою. Вона почула голос, дуже схожий на голос її чоловіка, який запитував, хто вона така і з ким хотіла б поговорити. Голос порадив їй поглянути наліво від печери. І жінка побачила кущ ібогі. Голос звелів їй їсти кору коренів рослини, і коли Бандзіоку виконала це, вона відчула втому і лягла відпочити. Коли голос повелів їй обернутися, жінка побачила замість кісток живого Бітам та інших померлих родичів. Вони заговорили з нею і дали їй нове ім'я Дісумба. Вони їй сказали, що вона знайшла рослину, яка дозволяє бачити мертвих і питати у них поради.

## Структура бвіті
У кожній громаді бвіті є сувора ієрархія. Незаперечний лідер спільноти — нима, він представляє щось середнє між жерцем і священиком, він повчає і роз'яснює ритуали, розтлумачує зміст псалмів і Євангелія. Нганга відповідальний за танці, а комбо — наглядає за храмом і дотриманням проведення богослужінь у ньому. Нарешті, є гравці на музичних інструментах. Гравець священної арфи повинен бути особливо чистим у дусі і плоті; він підпорядкований особливим зобов'язанням і табу, і повинен вважати своє життя належним священній арфі. Жіночий лідер, Йомбі, завжди присутня в спільнотах, вона відповідальна за ритуальну поведінку парафіянок.

### Ініціація
Основним ритуалом бвіті є посвята (ініціація). Корінь використовується також при церемоніях зцілення і вигнання злих духів, але кількість прийнятої ібогі тут менша.
Ініціація — центральний обряд в релігії бвіті. Він триває кілька днів і має свою структуру. Посвята молодих габонців, які вперше беруть ібога, проходить в «хатині дорослих». Крім них, заходити в цю хатину право мають тільки посвячені. До обряду посвячення людина не може вважатися дорослою людиною, здатною протистояти труднощам життя. Після ритуалу присвячений стає баанзі — «тим, хто побачив інше». Керує церемонією шаман, так званий н'ганга, який може бути як жінкою, так і чоловіком. Під час ритуалу традиційно палять смолоскипи з кореня ібогі; дуже важливі музиканти, що грають з боків на барабанах і нгомбі. У центрі — н'ганга. Всі учасники одягнені, як правило, в червону, чорну і білу одежу, нерідко з намистом або черепашками.
До ініціації допускаються не всі; вважається, що якщо людина — чаклун, то ібога може його просто вбити.
У всіх сектах бвіті, ініціювання — аналог християнського хрещення — вважається прямим контактом між людиною і богом, і цей стан викликаний вживанням коренів і кори ібогі у великій кількості: доза при ініціації, приблизно, в 50-100 разів більше кількості, що використовується при звичайних колективних Нгозі — богослужіннях. Людина, якій належить ініціація, повинен приймати дози ібогі в маленьких дозах кілька разів протягом 8-14 годин. Застосуванню галюциногена передує ритуал приношення жертви лісові і його деревам. Людина, що ініціюється, сповідається за все попереднє життя  перед священиком, який проводить цей обряд. . Згідно зі звичаями племені фанг, гріхи, які мають антигромадську природу — найважчі. Вважається, що приховування гріхів на сповіді перед застосуванням ібогі може викликати «погану подорож» з непередбачуваними наслідками, вони можуть призвести до божевілля, або, якщо прихований гріх був вбивством, навіть до смерті ініційованої людини. За все своє життя послідовник бвіті сповідається тільки один раз, перед ініціацією.
Ініціювання, на думку бвітістів, є унікальним моментом у житті людини. Подальші ініціації необхідні тільки при отриманні священиком більш високого сану. Під впливом сильної дози ібогі людина знаходиться три дні і три ночі. Протягом усього цього часу він лежить розпростертим на підлозі храму і перебуває під наглядом чоловіка і жінки, що розглядаються як «мати» і «батько», аналогічно хресним батькові й матері в звичайному християнському обряді хрещення. По завершенні ритуалу людина повинна буде поважати їх і все життя, вважаючи своїми другими батьками. «Хрещені», спостерігаючи за своїм підопічним, співають особливі ніжні пісні під акомпанемент священної арфи. На четвертий ранок, вони «будять» хрещеника після довгої і важкої «подорожі». Людину, яку хрестять таким чином (таку ініціацію також називають «Хрещенням ібога») наркотична «подорож» повертає до витоків життя і дозволяє вступити в прямий діалог з Богом.
Після завершення обряду посвячення, людина повинна буде розповісти комбо зміст його видінь, щоб комбо упевнився, що присвячений дійсно «бачив»; того, хто «бачив», можна вважати бандзі — хрещеним в повному розумінні цього слова. Через ініціювання людина вступає у відносини з божественним і, нарешті, знаходить своє місце в цьому світі. Він готовий почати оновлене життя, радіючи його проявам, разом з іншими членами свого маленького співтовариства.

### Богослужіння
Кожен раз, при повторних посвяченнях, священна рослина використовується знову, правда, в менших кількостях, прийнявши ібога вся громада вимовляє спільну молитву: "ібога, дерево життя, дерево, яке являє істину, що виганяє тіні з наших душ і що висвітлює нас своїм святим світлом, щоб привести нас до вічного життя. З благоговінням до святого світла ми віддаємо славу Господу на Небесах, тільки через ібога ми знаходимо шлях до нашого Спасителя ". І закінчують: «Я дякую ібога за те, що вона прийшла до мене, зміцнила серце моє твоїм божественним світлом, бо Господь вічний».

## Ібога

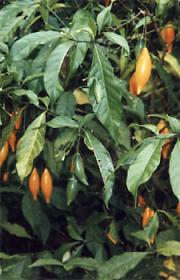
Ібога

У бвіті використовується кора кореня ібогаїнового куща, рослини висотою в людський зріст з щільними листям і позбавленими смаку помаранчевими плодами. Ефект настає не відразу, але триває до декількох діб, тому церемонія застосування ібогі, починаючись вночі, може тривати ще кілька днів. У малих дозах ібогаїн має стимулюючу дію, у великих — викликає бачення і прозріння, що є метою практикуючих бвіті. Передозування може призвести до смерті учасника. Серед побічних ефектів — атаксія і блювання. Приймають ібога зазвичай у вигляді шматочків кори, відвару або тонкої стружки. Ібогаїн представляє безперечний інтерес для медицини завдяки своїй здатності рятувати людину від опіатної та алкогольної залежності без симптомів ломки всього за один-два прийоми.

### Дія
Ібога впливає на організм людини поволі, відрізняючись в цьому сенсі від інших галюциногенних рослин. У малих кількостях вона уповільнює метаболізм, але, чим більша доза, тим більший вплив. Людина поступово втрачає здатність рухатись, і раптом починає «бачити».
Тіло остигає, здається, що людина більше навіть не дихає, з боку це виглядає, як ніби людина перебуває в комі. Фактично, моторна координація не функціонує. На початку досвіду людина відчуває себе неприємно, їй здається, що вона надзвичайно хвора. Іноді їй здається, що вона помирає. Ставши «мертвою», людина відчуває всю силу впливу ібогі. Більшою чи меншою мірою, кожен, хто зазнав такого досвіду, відчуває настання «смерті». Це настільки важка фаза, що у людей не вистачає слів, щоб потім описати свій стан.

## Ресурси Інтернету
- звіт об ініціації бвіті [Архівовано 28 вересня 2011 у Wayback Machine.](англ.)
- опис дії ібогаїну [Архівовано 12 червня 2008 у Wayback Machine.](англ.)
- про різницю між традиціями бвіті(англ.)
- витяг з книги Джеймса Фернандеса(англ.)
- трохи про н'ганга і ритуалах ініціації (англ.)(англ.)
- стаття на MindVox(англ.)
- Adam, Eve and Iboga(англ.)
- «Ібогаїн: ритуал переходу» на сайті IMDb (англ.)
- Les hommes du Bois Sacré — ще один фільм про бвіті.
- цикл програм Discovery Channel («Going Tribal») и BBC («The Tribe») про мандрівника Брюсі Перрі, серія о племені бабонго.